# Karjala (ölmärke)

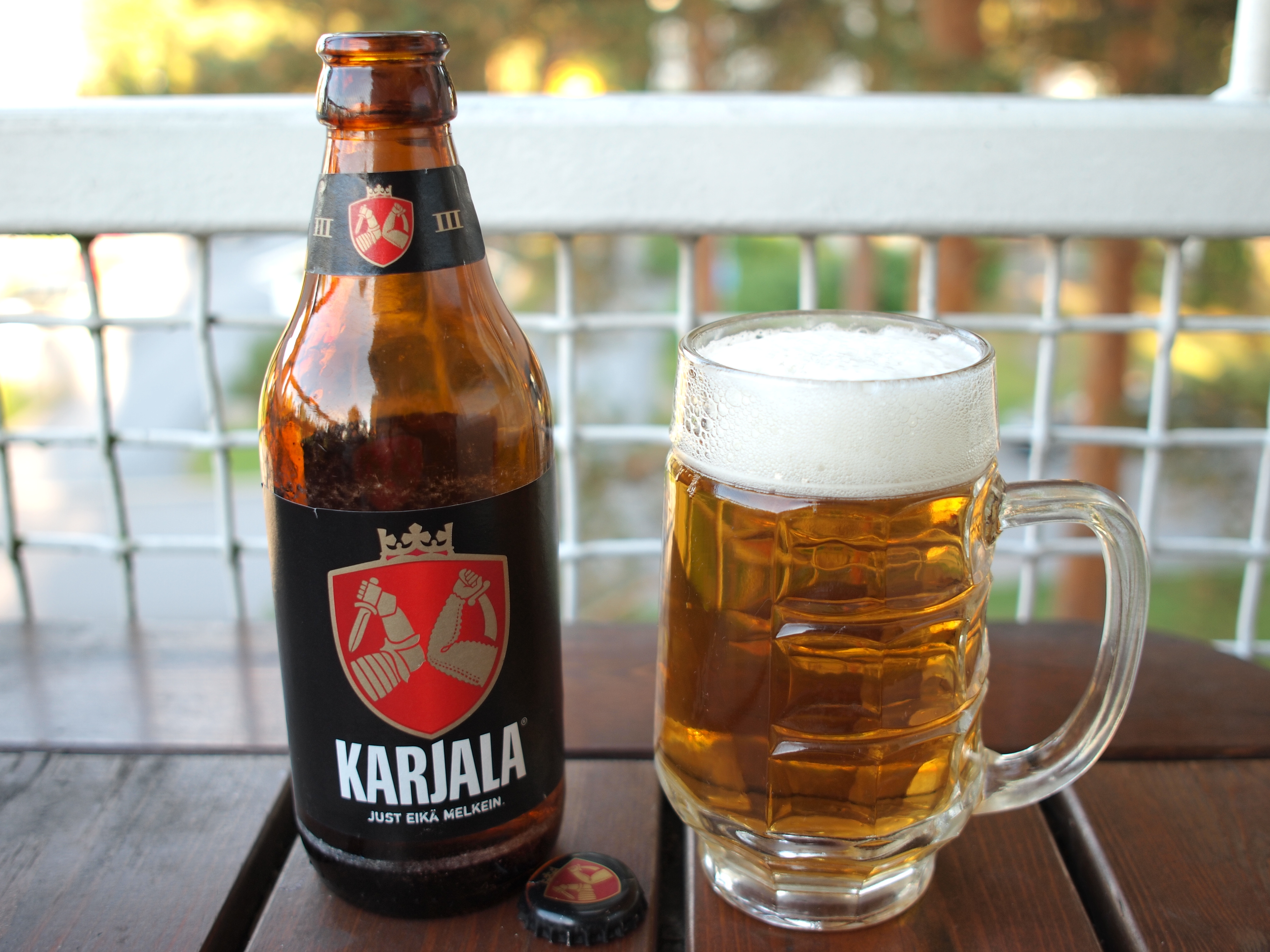
Karjala III

Karjala är ett ljust, rätt fylligt lageröl med medelstor humlebeska. Ölet tillverkas i Finland av bryggeriet Oy Hartwall Ab i Lahtis och säljs i flera olika alkoholstyrkor:
- Karjala IVA 5,2 %
- Karjala IVB 8,0 %
- Karjala Terva 4,6 %
- Karjala I 2,7 %

Hartwall är huvudsponsor av ishockeyturneringen Karjala Tournament, som fått namn efter bryggeriets ölmärke.

## Källhänvisningar
1. ↑  "Karjala". Hartwall.fi. Läst 21 oktober 2014. (engelska)
2. ↑  "Karjala – Just eikä melkein." Arkiverad 15 oktober 2014 hämtat från the Wayback Machine. Karjalaolut.fi. Läst 21 oktober 2014. (finska)
3. ↑  O'Brien, James (2012-10-29): "International stars to compete in Finland’s Karjala Tournament". Nbcsports.com. Läst 21 oktober 2014. (engelska)